# Salete
Salete is een gemeente in de Braziliaanse deelstaat Santa Catarina. De gemeente telt 7.737 inwoners (schatting 2009).

## Aangrenzende gemeenten
De gemeente grenst aan Rio do Campo, Taió, Vitor Meireles en Witmarsum.